# Druhá vláda Viktora Orbána
Druhá vláda Viktora Orbána, někdy také nazývána Vláda národní spolupráce, byla od 29. května 2010 do 5. června 2014 vládou Maďarska. Vznikla po parlamentních volbách 2010 a tvořili ji zástupci vítězné strany Fidesz a koaliční strany KDNP, které pro tyto volby sestavily společnou kandidátku Fidesz-KDNP. Vláda se tak v parlamentu opírala o ústavní dvoutřetinovou většinu, poslanci Fidesz a KDNP měli dohromady 263 mandátů.
Jednalo se v pořadí o 10. vládu současné třetí Maďarské republiky a 9. vládu od pádu komunismu v zemi. Zároveň to byla vláda s doposud nejmenším počtem členů, a sice 11 včetně premiéra Orbána; například předchozí vláda Gordona Bajnaie měla 16 členů. V první polovině roku 2011 byla tato Orbánova vláda odpovědná za maďarské předsednictví Radě Evropské unie.

## Složení vlády
| název                                                                                 | Nástup do úřadu   | Odchod z úřadu    | Strana         | Poznámka                      |
| Předseda vlády                                                                        | Předseda vlády    | Předseda vlády    | Předseda vlády | Předseda vlády                |
| ------------------------------------------------------------------------------------- | ----------------- | ----------------- | -------------- | ----------------------------- |
| Viktor Orbán                                                                          | 29. května 2010   | 9. duben 2014     | Fidesz         | Orbán I., Orbán III.          |
| Místopředseda vlády, Ministr bez portfeje pro národní politiku a církevní záležitosti |                   |                   |                |                               |
| Zsolt Semjén                                                                          | 29. května 2010   | 5. červen 2014    | KDNP           | Orbán III.                    |
| Místopředseda vlády, Ministr veřejné správy a spravedlnosti                           |                   |                   |                |                               |
| Tibor Navracsics                                                                      | 29. května 2010   | 5. červen 2014    | Fidesz         | Orbán III.                    |
| Ministr vnitra                                                                        |                   |                   |                |                               |
| Sándor Pintér                                                                         | 29. května 2010   | 5. červen 2014    | bezpartijní    | Orbán I., Orbán III.          |
| Ministr zahraničních věcí                                                             |                   |                   |                |                               |
| János Martonyi                                                                        | 29. května 2010   | 5. červen 2014    | Fidesz         | Orbán I.                      |
| Ministr národního hospodářství                                                        |                   |                   |                |                               |
| György Matolcsy                                                                       | 29. května 2010   | 3. března 2013    | Fidesz         | Orbán I.                      |
| Mihály Varga                                                                          | 7. března 2013    | 5. červen 2014    | Fidesz         | Orbán I., Orbán III.          |
| Ministr lidských zdrojů                                                               |                   |                   |                |                               |
| Miklós Réthelyi                                                                       | 29. května 2010   | 13. března 2012   | bezpartijní    | jako Ministr národních zdrojů |
| Zoltán Balog                                                                          | 14. března 2012   | 5. červen 2014    | Fidesz         | Orbán III.                    |
| Ministr národního rozvoje                                                             |                   |                   |                |                               |
| Tamás Fellegi                                                                         | 29. května 2010   | 14. prosince 2011 | bezpartijní    |                               |
| Tibor Navracsics                                                                      | 14. prosince 2011 | 23. prosince 2011 | Fidesz         | dočasný výkon funkce          |
| Zsuzsanna Németh                                                                      | 23. prosince 2011 | 5. červen 2014    | nestraník      |                               |
| Ministr pro rozvoj venkova                                                            |                   |                   |                |                               |
| Sándor Fazekas                                                                        | 29. května 2010   | 5. červen 2014    | Fidesz         | Orbán III.                    |
| Ministr obrany                                                                        |                   |                   |                |                               |
| Csaba Hende                                                                           | 29. května 2010   | 5. červen 2014    | Fidesz         | Orbán III.                    |
| Ministr bez portfeje pro styk s mezinárodními finančními organizacemi                 |                   |                   |                |                               |
| Tamás Fellegi                                                                         | 15. prosince 2011 | 2. června 2012    | bezpartijní    |                               |
| Mihály Varga                                                                          | 2. června 2012    | 6. března 2013    | Fidesz         |                               |

- Předsedou Miniszterelnökség (úřad předsedy vlády) byl Mihály Varga (Fidesz).
- Tiskovým mluvčím premiéra byl Péter Szijjártó (Fidesz).